# Leonídas Pýrgos
Leonídas Pýrgos (en grec : Λεωνίδας Πύργος), né à Mantinée (Arcadie), était un escrimeur grec de la fin du 19esiècle et du début du 20e. Il fut le premier champion olympique grec de l'histoire des jeux modernes, remportant le 7 avril 1896 l'épreuve de fleuret en catégorie Maître d'armes lors des Jeux olympiques de 1896 à Athènes en battant le Français Joanni Perronet par trois touches à une. Deux compétiteurs étaient seulement en lice.